# Эстадио Кускатлан
Стадион "Эстадио Кускатлан" — футбольный стадион, расположенный в Сан-Сальвадоре, столице Сальвадора. Единственный стадион в стране, отвечающий требованиям ФИФА для проведения международных матчей. Он был открыт в 1976 году и вмещает 44 836 зрителей, что делает его самым большим стадионом для футбольных матчей в Центральной Америке и Карибском регионе. Стадион неоднократно реконструировался и обновлялся в 1997, 2007, 2008, 2015 и 2020 годах.

## История
Идея создания стадиона появилась в 1969 году, когда группа предпринимателей основали компанию EDESSA. По задумке стадион должен был стать лучшим в Центральной Америке и Карибском бассейне и заменить устаревший стадион Хорхе "Махико" Гонсалеc. Для этого группа инвесторов купила около 16 участков земли, на которых должна была воплотить свой проект в жизнь.
Строительство объекта началось 16 апреля 1971 года, когда тогдашний президент Сальвадора Фидель Санчес Эрнандес заложил первый камень. В дизайне стадиона можно разглядеть сходство со стадионом Леон в Мексике. Открытие спортивного объекта для публики было отмечено 24 июля 1976 года не чем иным, как футбольным матчем между сборной Сальвадора и немецкой командой «Боруссия Менхенгладбах», окончевшимся со счётом 0:2.
Позже к стадиону были добавлены 4 новых прилегающих поля для тренировок. 2 для шоубола, 1 для мини-футбола и ещё 1 для обычного футбола. Первые 3 поля добавили в 2011 году, а последнее в 2018.

## Спортивные мероприятия
Эстадио Кускатлан успел отметиться в качестве стадиона для проведения достаточно крупных мероприятий. На этом стадионе проходил Кубок наций Центральной Америки 1995 и 2007 годов. Также в 2002 году там проходили футбольные матчи в рамках XIX Центральноамериканских и Карибских игр.